# Ladja
El Ladja, danmyé o Ag'Ya es una danza folclórica de combate de la isla de Martinica de origen africano, similar a la capoeira.
Esta danza relacionada con la lucha, consiste en un juego de maña, habilidad y de la agilidad acrobática entre dos combatientes. El jefe en el círculo y los músicos controlan el tiempo de la competencia cantando, tocando los tambores y el otro instrumento que fue traído por los esclavos durante la colonización francesa a este territorio insular, que hoy constituye un departamento de ultramar de Francia.
Se han planteado algunas incógnitas referentes a este arte como el posible parentesco que tiene con la capoeira pese a su lejanía con el Caribe o incluso que pueda ser el origen de ese arte brasileño.
Como en todas las manifestaciones culturales de la música africana de la pendiente, la canción, la danza y la espiritualidad forman entonces una entera unificación.